# Льюис, Херби
Герберт Альберт Льюис (англ. Herbert Albert Lewis; 17 апреля 1905, Калгари — 20 января 1991, Индианаполис) — канадский хоккеист, игравший на позиции левого нападающего, двукратный обладатель Кубка Стэнли в составе «Детройт Ред Уингз» (1936, 1937).

## Карьера

### Игровая карьера
Летом 1924 года присоединился к любительскому клубу «Дулут Хорнетс», где отыграл четыре сезона, став в команде одним из лидеров по набранным очкам.
В мае 1928 года присоединился к клубу НХЛ «Детройт Кугарс», за который он играл 11 сезонов, в том числе и когда команда стала называться «Фалконс» и «Ред Уингз». Льюис был одним из ключевых игроков команды, которая в 1936 и 1937 годах выиграла два Кубка Стэнли подряд.
Покинув «Ред Уингз», он перешёл в «Индианаполис Кэпиталз», где отыграл целый сезон, являясь также и играющим тренером и завершил карьеру в возрасте 35 лет.

### Тренерская карьера
По окончании карьеры с 1940 по 1943 годы работал главным тренером «Индианаполис Кэпиталз», с которым выиграл в 1942 году Кубок Колдера.

## Признание
В 1989 году был принят в Зал хоккейной славы.

## Смерть
Скончался 20 января 1991 года в Индианаполисе на 86-м году жизни.